# 鬼木和夫
鬼木 和夫（おにき かずお、1945年10月20日 - ）は、実業家。親和銀行頭取、ふくおかフィナンシャルグループ取締役。福岡県出身。

## 経歴・人物
1945年10月20日、福岡県生まれ。福岡県立修猷館高等学校を経て、1969年3月、山口大学経済学部卒業。同年4月、福岡銀行に入行。1996年(平成8年)7月同公務部長。1997年(平成9年)6月、取締役公務法人部長。1999年(平成11年)6月、常務取締役。2002年(平成14年)4月、常務取締役福岡地区本部長。2003年(平成15年)4月、専務取締役。2005年(平成17年)5月、代表取締役副頭取。2006年(平成18年)6月、代表取締役副頭取(執行役員兼務)に就任。2007年(平成19年)4月、ふくおかフィナンシャルグループ取締役、同年7月親和銀行顧問、同年10月親和銀行代表取締役頭取に就任する。
2012年に小幡修に親和銀行頭取職を譲り、退任。